# Stephan Mösinger
Stephan Mösinger (* 1697 in Haßfurt; † 1751 im Kloster Langheim) war von 1734 bis 1751 Abt des Klosters Langheim. 
Der Müllersohn trat nach dem Studium der Philosophie und Theologie in das Kloster Langheim ein, dessen Abt er schon mit 37 Jahren wurde. 1741/42 sicherte er die Eigenständigkeit der Abtei in einem Vertrag mit dem Bamburger Fürstbischof Friedrich Karl von Schönborn. Mösinger trat auch als Bauherr in Erscheinung. Er ließ für das Kloster von seinem Architekten Gottfried Heinrich Krohne eine prunkvolle, barocke Anlage errichten. Für ihn plante Balthasar Neumann auch den Neubau der Wallfahrtskirche Vierzehnheiligen bei Bad Staffelstein, der 1772 vollendet wurde.
| Personendaten    | Personendaten                                  |
| ---------------- | ---------------------------------------------- |
| NAME             | Mösinger, Stephan                              |
| KURZBESCHREIBUNG | Abt des Zisterzienserklosters Kloster Langheim |
| GEBURTSDATUM     | 1697                                           |
| GEBURTSORT       | Haßfurt                                        |
| STERBEDATUM      | 1751                                           |
| STERBEORT        | Kloster Langheim                               |